# Connecteur N
Le connecteur N parfois aussi nommé "Type N" est un connecteur coaxial fileté, résistant aux intempéries et de taille moyenne, utilisé pour relier des câbles coaxiaux. C'était l'un des premiers connecteurs capables de transporter des signaux hyperfréquences et a été inventé dans les années 1940 par Paul Neill travaillant chez Bell Labsqui lui aurait donné la lettre N qui était aussi la première lettre de son nom de famille. D'autres sources donnent le nom English Navy Connector comme origine, puisque ce connecteur était initialement utilisé dans l'US Navy.

## Description

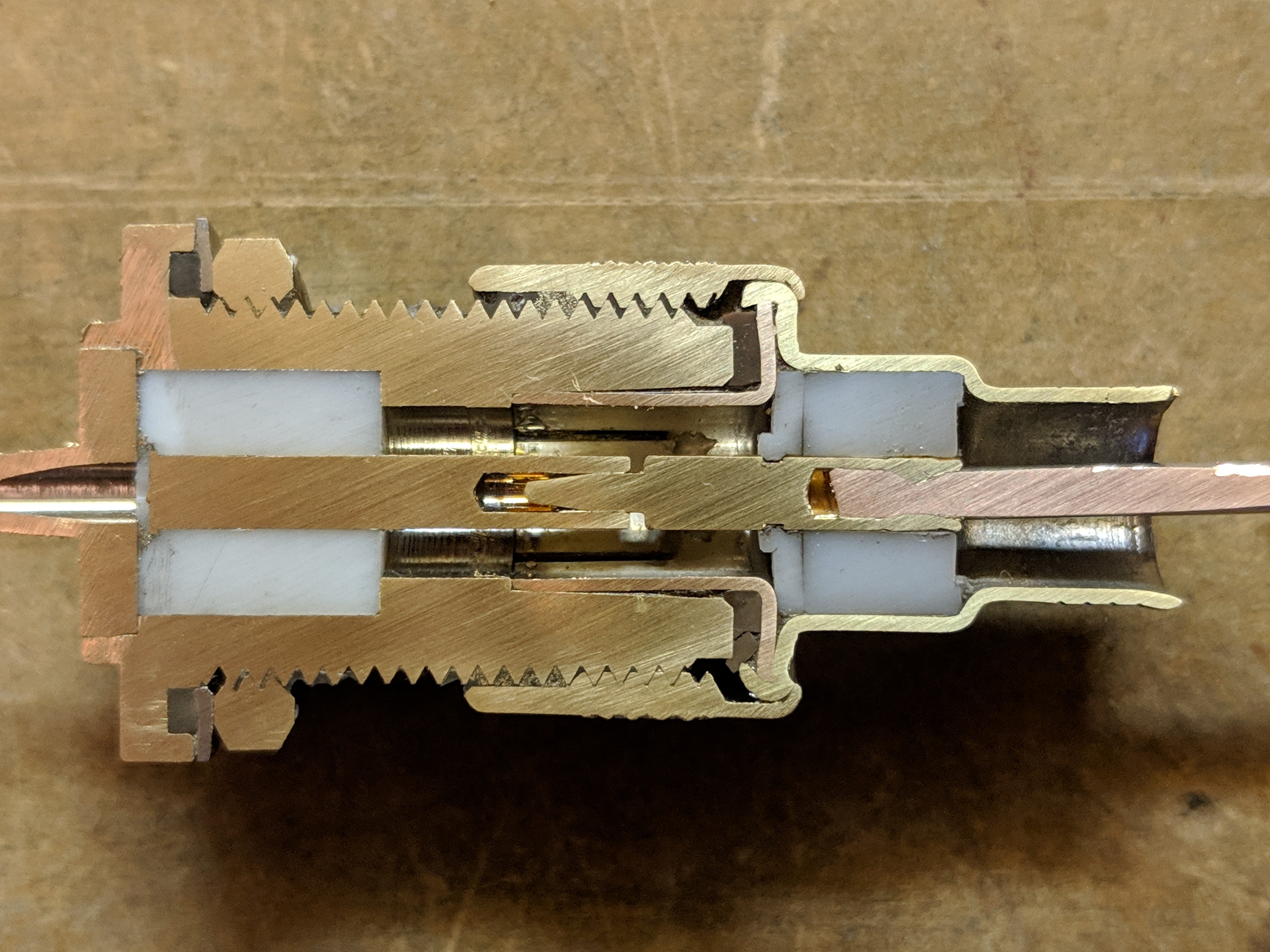
Coupe transversale d'une paire accouplée de connecteurs N

Les spécifications pour le connecteur N sont décrites dans MIL-STD-348 une norme définie par l'armée américaine.
À l'origine, le connecteur était conçu pour transporter des signaux à des fréquences allant jusqu'à 1 GHz pour les applications militaires. Le connecteur N actuel fonctionne jusqu'à 18 GHz.
Ce connecteur est serré à la main ou bien avec un outil hexagonal si la couronne le permet. Il comporte un espace vide entre les conducteurs central et extérieur rempli d'air. L'accouplement est fileté selon la norme filetage unifié ayant un pas défini dans le système impérial à 5⁄8-24. Le couple de serrage est suggéré par Amphénol à 1.7 N.m pour la version manuelle moleté. Tandis que pour la version à écrou hexagonal l'Andrew Corporation suggère 2.3 N.m. Cependant, étant donné que le couple maximum atteint dépend majoritairement de la qualité et de la propreté du filetage, ces valeurs de serrage doivent être considérées comme indicatives plutôt que critiques. Le montage est satisfaisant lorsqu'un bon contact électrique sans écarts ni espaces significatifs est réalisé.

## Puissance
La puissance nominale crête d'un connecteur N est déterminée par l'ionisation de l'air près de la broche centrale et le claquage qui en résulte. La puissance nominale moyenne est déterminée par la surchauffe du contact central due à la résistivité du contact et est donc fonction de la fréquence.
Les courbes typiques des fabricants pour un connecteur propre avec une charge parfaite sont données pour un rapport d’ondes stationnaires égal à 1. Le connecteur est garanti pour environ 5 000 W à 20 MHz et environ 500 W à 2 GHz. Cette loi de déclassement liée à la racine carrée de la fréquence est dû à l'effet de peau. Aux fréquences inférieures, le même fabricant recommande de ne pas dépasser environ 1000 V efficaces. Dans la pratique et pour obtenir un fonctionnement fiable sur une période prolongée un facteur de sécurité de cinq ou plus est utilisé. En particulier, lorsque des pièces génériques de qualités variables peuvent être utilisées ou que l'environnement d'exploitation est susceptible de conduire à un ternissement des contacts.

## Impédance

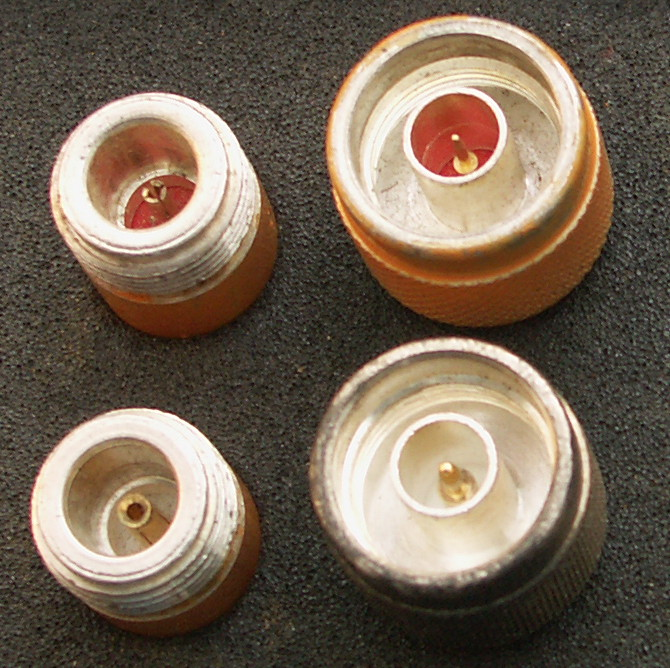
Photo montrant la différence entre 50 Ω (en bas) et 75 Ω (en haut).

Le connecteur N est disponible en 50 et 75 ohms (Ω). La version 50 Ω par exemple, est utilisée dans l'infrastructure des systèmes de radio transmissions, cellulaires. La version 75 Ω par exemple, est utilisée dans l'infrastructure des systèmes de télévision par câble.
A noter que seules les dimensions des conducteurs internes sont différentes pour les deux impédances. Un conducteur interne de 50 Ω est "plus épais" et un conducteur interne de 75 Ω est "plus fin". Le branchement d'un connecteur 75 Ω dans un connecteur 50 Ω détruit mécaniquement le connecteur 75. Les connecteurs 75 Ω sont généralement signalés.

## Applications
Les connecteurs N sont largement utilisés en raison de leur coût relativement faible et de leur robustesse. Que ce soit sur les installations industrielles et de télécommunication ou bien en laboratoire de recherche.
Le connecteur N à progressivement remplacé le connecteur UHF dans les applications ou la puissance est importante, car il possède de meilleurs caractéristiques électriques et de protection contre les intempéries. De plus, l'impédance est mieux maîtrisée dans un connecteur N. ,
Par exemple, un analyseur de spectre utilise ces connecteurs en port d'entrée et les antennes de moyenne à forte puissance fonctionnant jusque dans la plage SHF se connectent souvent à un câble coaxial avec des connexions de type N.
Les émetteurs-récepteurs récents fonctionnant dans les bandes radioamateurs utilisent ce genre de connecteurs.

## Variantes

### Connecteur type N avec filetage à gauche
La version avec filetage à gauche utilise la même taille de filetage UNEF 5⁄8-24 mais est fileté dans le sens opposé. Il est utilisé pour certains systèmes LAN sans fil.

### Connecteur type N à polarité inversée
Les connecteurs à polarité inversée utilisent la même coque extérieure fileté, mais en changent le sexe de la broche intérieure. Il est utilisé pour certains systèmes LAN sans fil.